# Dipeptidase E
La dipeptidase E est une protéase à sérine qui catalyse l'hydrolyse de dipeptides de la forme Asp–Xaa.  Elle n'agit pas sur les peptides d'isoaspartate ni sur les peptides ayant un résidu N-terminal glutamate, asparagine ou glutamine.